# Aero Fighters Assault
Aero Fighters Assault, conocido en Japón como Sonic Wings Assault (ソニックウィングス アサルト?), es un Simulador de combate aéreo estilo arcade desarrollado por Paradigm Entertainment y publicado por Video System para la Nintendo 64 en 1997. Fue primero lanzado en Norteamérica el 30 de octubre de 1997, luego en Japón el 19 de marzo de 1998, y finalmente en Europa el 12 de abril de 1998.
Es el primer y único juego en la serie Aero Fighters (conocida en Japón como la serie Sonic Wings) con gráficos 3D por computadora, así como el sexto y último título de la serie antes de que Video System declarada por bancarrota algunas veces en 2001. Unidos un grupo de cuatro pilotos van detrás de Phutta Morgana una organización dominante mundial ficticia.

## Mecánica de juego
El juego es un simulador de tipo arcade, lo que significa que el objetivo en todo el juego es obtener la mayor cantidad de puntuación posible. Los puntos son recompensados por la cantidad de pilotos aliados que han sobrevivido, además de la cantidad de armas de defensa y especiales no usadas, y cuánta cantidad de energía queda todavía en el caza. Tendremos a disposición un tipo de arma básica (suele ser una metralleta), de un ataque mediante misiles, de un arma de defensa contra misiles y de un ataque especial. Para pasar una fase tendremos que cumplir un objetivo que suele ser destruir un jefe final y, en algunas misiones, también tendremos que defender una base propia.

## Personajes
| Nombre del personaje | Avión                  | Disparo Principal | SubDisparo     | Arma defensiva | Arma Especial |
| -------------------- | ---------------------- | ----------------- | -------------- | -------------- | ------------- |
| Hawk                 | Grumman F-14B tomcat   | Metralleta 20 MM  | AIM-54 Phoenix | Chaff          | Tomahawk      |
| Glenda               | Thunderbolt II A-10A   | Metralleta 30 MM  | Rockets        | Chaff          | FAE           |
| Volk                 | Super Flanker SU-35    | Fire Ball         | Fire Arrow     | Air Mines      | Fire Wave     |
| Hien                 | General Dynamics F-16X | Kunai Shot        | Stars          | Makibishi      | Ninja Beam    |

## Modos de Juego

### Main Game
Es el modo historia del juego y principal modo de todos los que hay. Las fases que consta son:
- Tokio - La ciudad se encuentra sumergida bajo el agua después de que una bomba estallara en el polo sur. El grupo debe destruir a una araña mecánica de cuatro patas que se encuentra flotando en el agua donde está la ciudad mientras trata de defender un edificio gubernamental.
- Pacific Ocean - Debes enfrentarte a una tropa de barcos, incluido el barco principal llamado "Leviathan". El "Leviathan", que puede sumergirse, debe ser destruido.
- Air Battle - Una flota de caza bombarderos B-2 y un superdestructor están descendiendo. Debes destruir a un "Spriggan".
- Desert - Se tiene que destruir un vehículo acorazado gigante de nombre "Bazeel".
- Fortress - Una fortaleza localizada en las montañas de Perú, protegida por escudos que deben ser destruidos para acabar con la fortaleza más rápidamente. Es uno de los niveles más difíciles.
- Antarctic Ocean - Una flota de los más habilidosos pilotos de Phutta Morgana deben ser abatidos.
- Ice Cave - Entraremos por la boca de una cueva de hielo atravesando la cueva hasta llegar al interior donde una gigante esfera con un eje en el centro debe ser destruida.

Las fases de bonus:
- Air Docking - Aterriza tu avión dentro del carrier de aire del equipo. Se gana tras realizar los dos primeros niveles, después del nivel Pacific Ocean.
- Shuttle Defense - Protege la lanzadera del enemigo. Tendrás que destruir todos los tanques y aviones que se aproximen antes que destruyan tu lanzadera. Se gana tras completas los primeros tres niveles en un cierto tiempo.
- Goliath Defense - Protege el carrier, que se encuentra en un área oceánica, a toda costa. Este nivel se gana tras completar los primeros niveles de bonus.
- Space - Destruye la máquina llamada "Pandora" antes que destruya la tierra. La máquina tiene tres formas. Este nivel aparece cuando completas los niveles de bonus, tras seguir el nivel de Antártida.

### Práctica
Tenemos tres opciones que consisten en:
- Pilot Control. Tendremos que pasar a través de los aros que se encuentran en el aire intendo seguir un orden preestablecido.
- VS AI Pilot. Nos enfrentaremos a cinco aviones uno por uno a los cuales tendremos que vencer.
- VS Boss. Tendremos que destruir unos globos además de unos rombos en una figura de un jefe final.

### Death Match
Es el único modo para dos personas. Nos enfrentaremos uno contra el otro pudiendo elegir entre los tres posibles escenarios, el avión/personaje, el tiempo, la cantidad del arma defensiva y la cantidad del arma especial.

### Boss Game
En este modo podremos elegir a uno de los jefes finales que nos hayamos enfrentado y enfrentarnos solos contra él.
- Datos: Q14761493